# グルロン酸
グルロン酸（グルロンさん、英語: guluronic acid）は、グルコールを由来とするウロン酸である。l-グルロン酸はl-ガラクツロン酸のC-3エピマーおよび、d-マンヌロン酸のC-5エピマーである。d-マンヌロン酸とともに、l-グルロン酸は褐藻に含まれる多糖のアルギン酸の構成要素である。α-l-グルロン酸は、カルボキシ基とアキシアル - エクアトリアル - アキシアル配置のヒドロキシ基により二価の金属イオン（カルシウムやストロンチウム）と結合することが分かっている。